# Michael O'Keefe
Michael O'Keeffe (Auckland, 9 de agosto de 1990) é um futebolista profissional neozelandês que atua como goleiro, atualmente defende o Team Wellington.

## Carreira
Michael O'Keeffe fez parte do elenco da Seleção Neozelandesa de Futebol nas Olimpíadas de 2012.